# اسامه حیدر
اسامه حیدر (انگلیسی: Ossama Haidar؛ زادهٔ ۱۴ ژانویهٔ ۱۹۸۰) بازیکن فوتبال اهل لبنان بود.
وی همچنین در تیم‌های ملی فوتبال زیر ۲۳ سال لبنان و لبنان بازی کرده‌است.